# Salsa di Taso

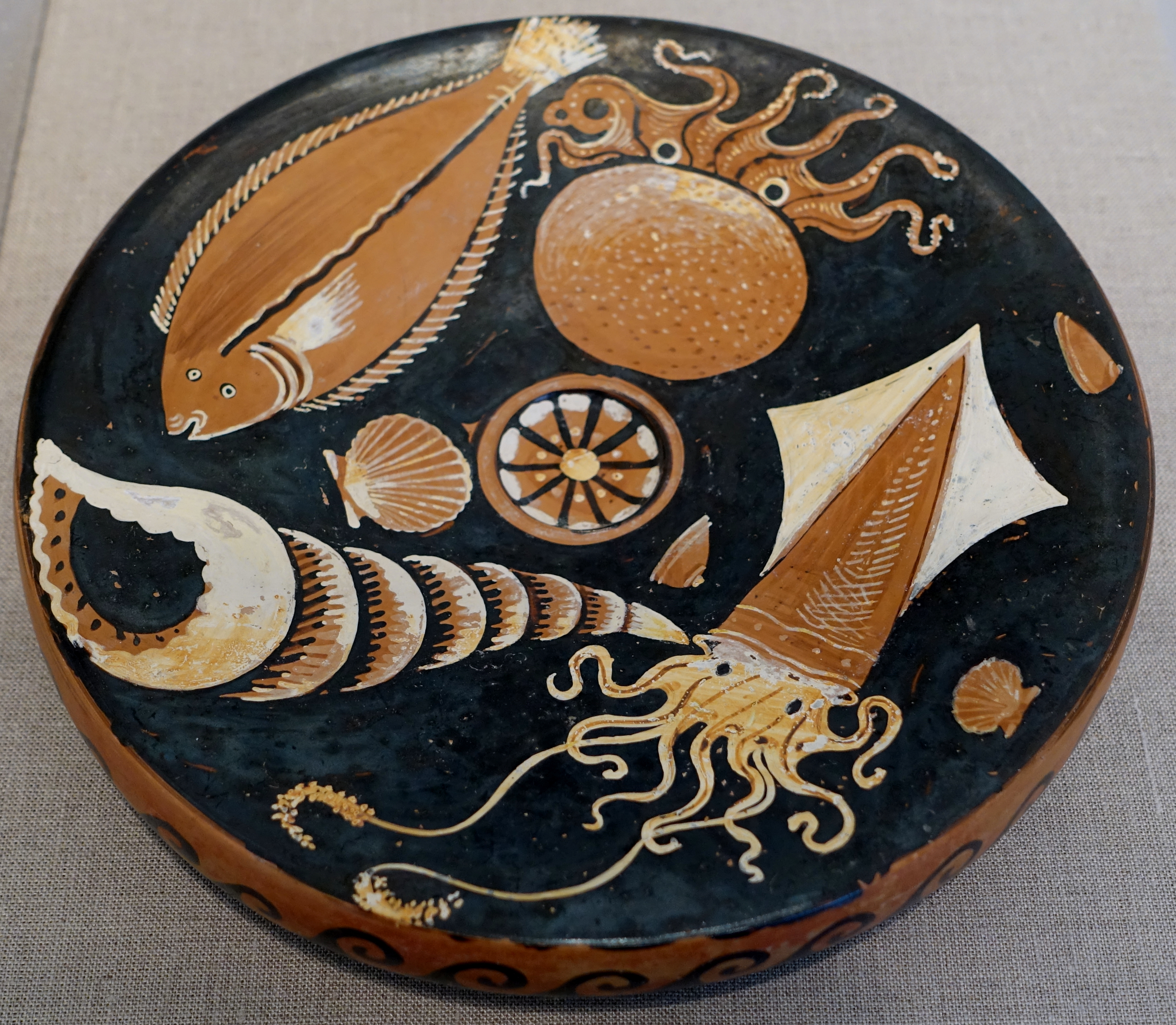
Piatto da pesce con cavità per condimenti. Ceramica apula a figure rosse, IV sec. a.C.

La salsa di Taso, o salsa tasia (in greco antico: Θασία ἄλμη?), era una salsa di pesce dal gusto piccante, in uso come condimento nella cucina di pesce dell'antica Grecia. Doveva il suo nome al luogo geografico di origine, l'isola greca di Taso, nell'Egeo Settentrionale.

## Uso culinario
Nell'alimentazione dell'antica Grecia, la salsa tasia, diluita nell'olio d'oliva, trovava uso culinario per accompagnare e condire il pesce arrosto (come spiega Ateneo di Naucrati in un suo commento al frammento 426 K.-A. di Aristofane), o il pesce fritto (secondo Aristofane). 
Il suo sapore forte era dovuto all'ingrediente principale che interveniva nella composizione della salsa, il pesce (forse l'acciuga).

## Citazioni

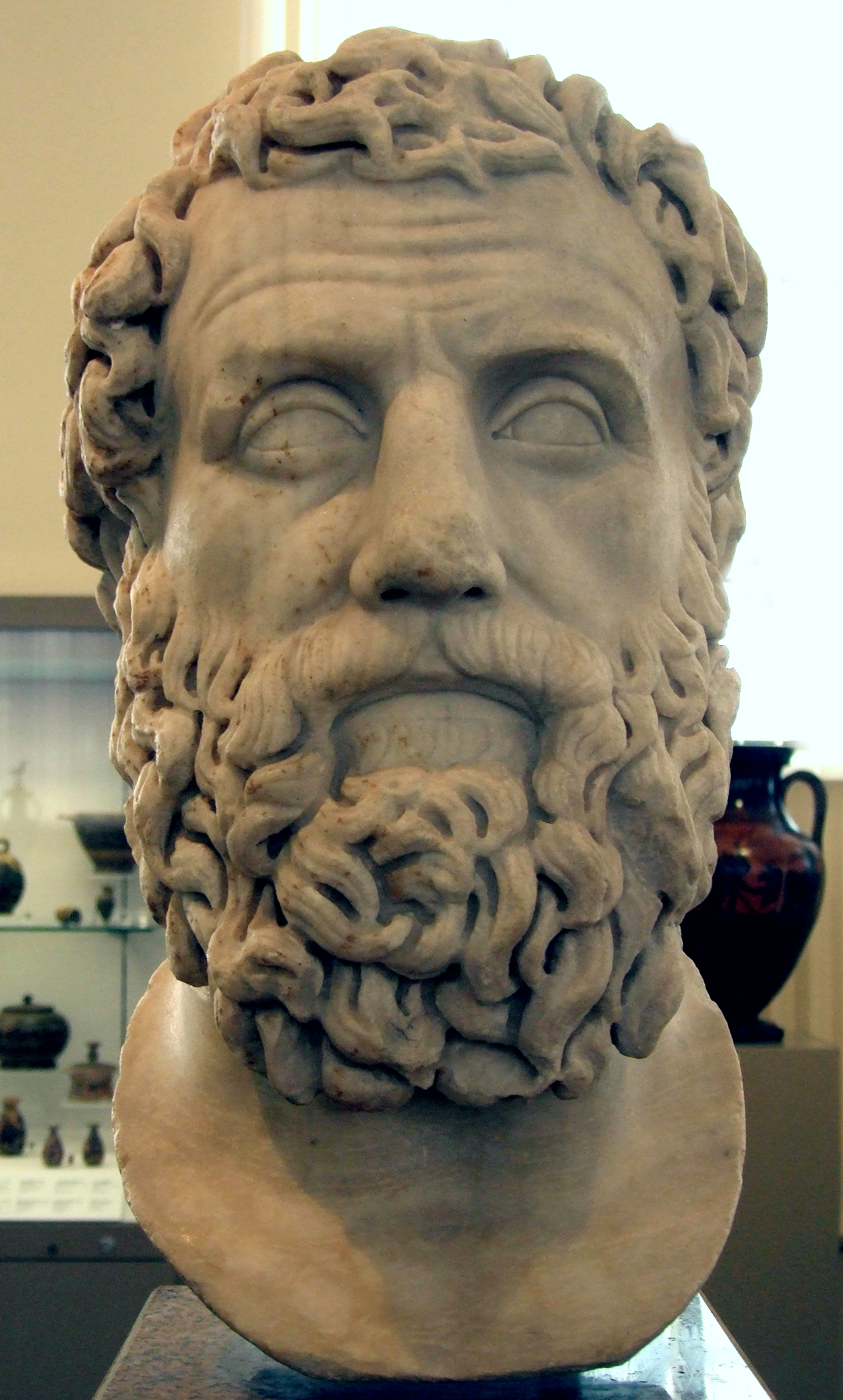
Archiloco, paragonato alla salsa per la sua asprezza

Sopravvivono diverse citazioni dell'intingolo. L'identificazione con l'isola faceva sì che, a volte, la salsa fosse chiamata, semplicemente, Θασία (Tasia), come riporta il Liddell-Scott con alcuni esempi.
È citata nel primo di tre versi del frammento 6 K. degli Archilochi di Cratino, tramandati nei Deipnosofisti di Ateneo: 
Augustus Meineke, nella sua edizione dei frammenti dei comici, riteneva che, in tale frammento, la citazione della salsa fosse una metafora dietro la quale si celasse un'allusione ad Archiloco, con un paragone tra l'asprezza della salsa e l'acredine della sua espressione poetica, ma anche, allo stesso tempo, con un riferimento alla sua origine dall'isola greca. Per Wilamowitz, così come per altri autori, la metafora va completata con l'identificazione di Omero con  "il cieco" del terzo verso citato che si rivolge a un sordo.
Il primo verso è riportato anche dallo scolio ad Archiloco (Ach. 671 a I), nel quale lo scoliaste afferma: "Sembra che l'intingolo fosse chiamato Tasio dai pesci cotti sul fuoco". 

La salsa è citata anche nei versi 670-671 del semicoro della commedia Gli Acarnesi di Aristofane: 
(Aristofane, Gli Acarnesi, vv. 670-671)